# 9-1-1: Нашвілл
«9-1-1: Нашвілл» (англ. 9-1-1: Nashville) — майбутній американський процедурно-драматичний телесеріал, прем'єра якого відбудеться 16 жовтня 2025 року на каналі ABC. Він є другим спін-оффом франшизи «9-1-1» після «9-1-1: Самотня зірка», показ якого завершився на початку 2025 року. Серіал створено Раяном Мерфі, Бредом Фалчуком та Тімом Майнером, а Анджела Бассетт також є виконавчим продюсером.

## Сюжет
Події серіалу розгортаються в Нашвіллі, штат Теннессі, і розповідають про життя рятувальників, зокрема пожежників, парамедиків та поліціянтів, які стикаються з ситуаціями, що загрожують життю.

## Актори та персонажі
- Кріс О'Доннелл — капітан Дон Шарп: ветеран-пожежник і колишній родео-гонщик, який разом зі своїм сином очолює пожежну частину Нешвілла[3].
- Майкл Провост — Раян Шарп: пожежник і син Дона Шарпа[4].
- Джессіка Кепшоу(інші мови) — Блайт Ворд: дружина капітана Шарпа та мати Раяна Шарпа[5][6].
- Гейлі Кілґор(інші мови) — Тейлор, пожежниця, яка також є співачкою[4].
- Хуані Феліз(інші мови) — Роксі: пожежниця, адреналінова наркоманка та колишній травматолог[4].
- Гантер Маквей — Блу: пожежник[4].
- Кімберлі Вільямс-Пейслі — мати Блу.
- Ліенн Раймс

## Виробництво

### Розробка
Після закриття серіалу «9-1-1: Самотня зірка», ABC оголосила про замовлення на серіал «9-1-1: Нашвілл» у лютому 2025 року. На рішення розмістити дію серіалу в Нашвіллі вплинула самобутня музична культура міста та мальовничі пейзажі.

### Кастинг
17 березня 2025 року було оголошено про приєднання Кріса О'Доннелла до акторського складу. У квітні було оголошено про приєднання Джесіки Кепшоу до акторського складу. Наступного місяця було оголошено Ліенн Раймс та Кімберлі Вільямс-Пейслі приєднались до телесеріалу в головних ролях. Наступного місяця було оголошено, що Гейлі Кілґор, Майкл Провост, Хуані Феліз та Гантер Маквей візьмуть як постійні акторки серіалу.